# سيدرك أفينا
سيدرك أفينا (بالإنجليزية: Cedric Evina)‏ (16 نوفمبر 1991 بالكاميرون - ) هو لاعب كرة قدم بريطاني في مركز قلب الدفاع. لعب مع أولدهام أثلتيك وتشارلتون أثلتيك ونادي أرسنال ونادي دونكاستر روفرز.

## وصلات خارجية
- سيدرك أفينا على موقع قاعدة بيانات كرة القدم.إي يو (الإنجليزية)
- سيدرك أفينا على موقع Soccerbase.com (لاعب) (الإنجليزية)
- سيدرك أفينا على موقع Soccerway.com (الإنجليزية)